# Monarquismo en México

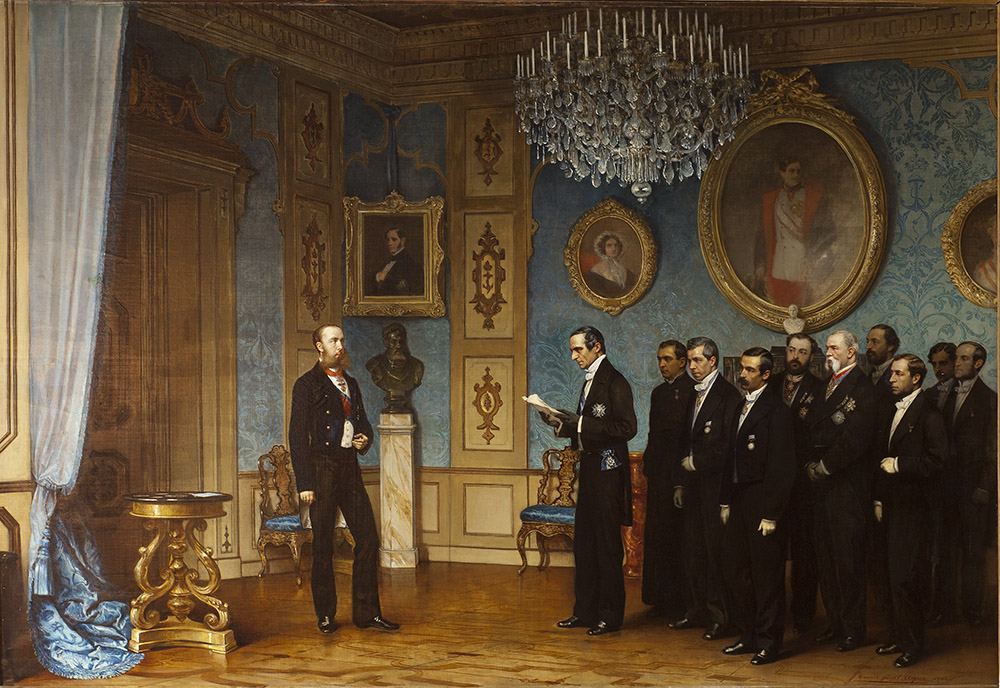
Una diputación mexicana ofrece el trono mexicano al archiduque Maximiliano de Austria

El monarquismo en México es la ideología política que defiende el establecimiento, restauración y preservación de una forma monárquica de gobierno en México. El monarquismo fue un factor recurrente en las décadas durante y después de la lucha de México por la independencia.
A partir de 1808, cerca del final del reino del Virreinato de Nueva España, no estaba claro qué forma de gobierno (monárquico o republicano) podría reemplazar al absolutismo de Fernando VII de España, pero la posición predeterminada en esa época era la monarquía. En 1821, México declaró la Independencia del Imperio Mexicano. Sin embargo, a falta de un príncipe que ascendiera al Trono de México, Agustín de Iturbide, general realista criollo que hizo alianza con los insurgentes por la independencia, fue proclamado presidente de la Regencia. Su Plan de Iguala unió facciones por la independencia e imaginó una nación soberana, con la esperanza declarada de que el nuevo estado estaría dirigido por un miembro de la familia real española o un príncipe de otra casa real europea.
En ausencia, aún, de un candidato voluntario o no prohibido de una casa real establecida, Iturbide fue elegido Emperador de México por el congreso mexicano en 1822 como Agustín I. Los conflictos entre el Congreso y el emperador, junto con la lucha del emperador por pagar a los militares que apuntalaban su régimen, llevaron al colapso del imperio. El emperador abdicó y se exilió en 1823. México estableció una república federada bajo la Constitución de 1824, pero la idea de la monarquía continuó entre los conservadores mexicanos.
El monarquismo mexicano quedó desacreditado tras la caída del Primer Imperio Mexicano, y algunos estudiosos han escrito que "no hubo un apoyo monárquico efectivo en México entre el Imperio de Iturbide y el Imperio de Maximiliano". No obstante, monárquicos como Lucas Alamán continuaron esperando que la monarquía fuera una solución viable a la agitación política de México al invitar a un príncipe europeo a asumir el trono mexicano, siguiendo el precedente establecido por naciones como Gran Bretaña, Grecia y Bélgica, que eligieron a sus monarcas de diferentes países. Muchos en el Partido Conservador continuaron expresando aspiraciones monárquicas ya en 1832, y muchos creían que “sólo una monarquía podría salvar a México de la anarquía y a Estados Unidos”. De todos modos, "muchas veces las propuestas monárquicas eran poco más que intrigas privadas, carentes de apoyo real".
Estas ideas atrajeron el interés en las cortes europeas, culminando con una intervención francesa en México en 1861, con el objetivo de ayudar al Partido Conservador mexicano a establecer una monarquía mexicana, esta vez con el archiduque Maximiliano de Austria como emperador. La idea de una monarquía obtuvo un apoyo cada vez mayor en México tras la derrota militar de los conservadores en la Guerra de Reforma, provocada por la promulgación de la Constitución liberal de 1857 . El victorioso gobierno liberal de Benito Juárez suspendió los pagos a los tenedores de bonos, lo que dio a las potencias europeas el pretexto para intervenir militarmente para el cobro de deudas. En estas circunstancias, los conservadores mexicanos invitaron al archiduque Maximiliano a convertirse en emperador mientras las fuerzas francesas de Napoleón III invadían el centro de México . El establecimiento del Imperio por tropas francesas, con el apoyo de las fuerzas imperiales mexicanas, manchó la legitimidad del régimen imperial desde el principio. Esto se vio agravado aún más por el hecho de que Juárez nunca abandonó el territorio nacional y era considerado el jefe de Estado legítimo por Estados Unidos. Los conservadores mexicanos esperaban que el monarca se adhiriera a principios conservadores, pero el emperador Maximiliano era políticamente liberal y ratificó muchas de las reformas del gobierno republicano liberal que su régimen desplazó. El Segundo Imperio Mexicano se estableció cuando Estados Unidos estaba inmerso en su guerra civil (1861-1865), y con su fin pudo dar apoyo material a las fuerzas republicanas de Juárez. Con la retirada de las fuerzas francesas por parte de Napoleón III en 1866-67, el Imperio colapsó en 1867. El emperador Maximiliano fue capturado, juzgado y ejecutado. Su ejecución por un pelotón de fusilamiento de la República Restaurada marcó el fin de la monarquía en México.

## El legado de la Monarquía Española
Durante más de 300 años, la Nueva España estuvo gobernada por virreyes que representaban al Rey de España . Sólo tres de los virreyes nacieron en México; el resto nació en España y, por lo general, regresaba después de unos años de gobernar.
Durante este tiempo, dos casas reales gobernaron México. La Casa de Habsburgo gobernó México desde la conquista hasta la Guerra de Sucesión Española en 1714, cuando el control de España y los reinos americanos pasó a la Casa de Borbón, que inició un programa de modernización conocido como las reformas borbónicas.
La primera propuesta seria para una monarquía mexicana independiente surgió después del apoyo de España a la exitosa Guerra de Independencia de Estados Unidos, cuando el Conde Aranda, uno de los ministros del rey, propuso al rey Carlos IV el establecimiento de una Mancomunidad española con reinos independientes en Nueva España, Perú, y la Nueva Granada como un compromiso entre los intereses de España y la creciente tendencia secesionista.

## Monarquismo en la Independencia Mexicana

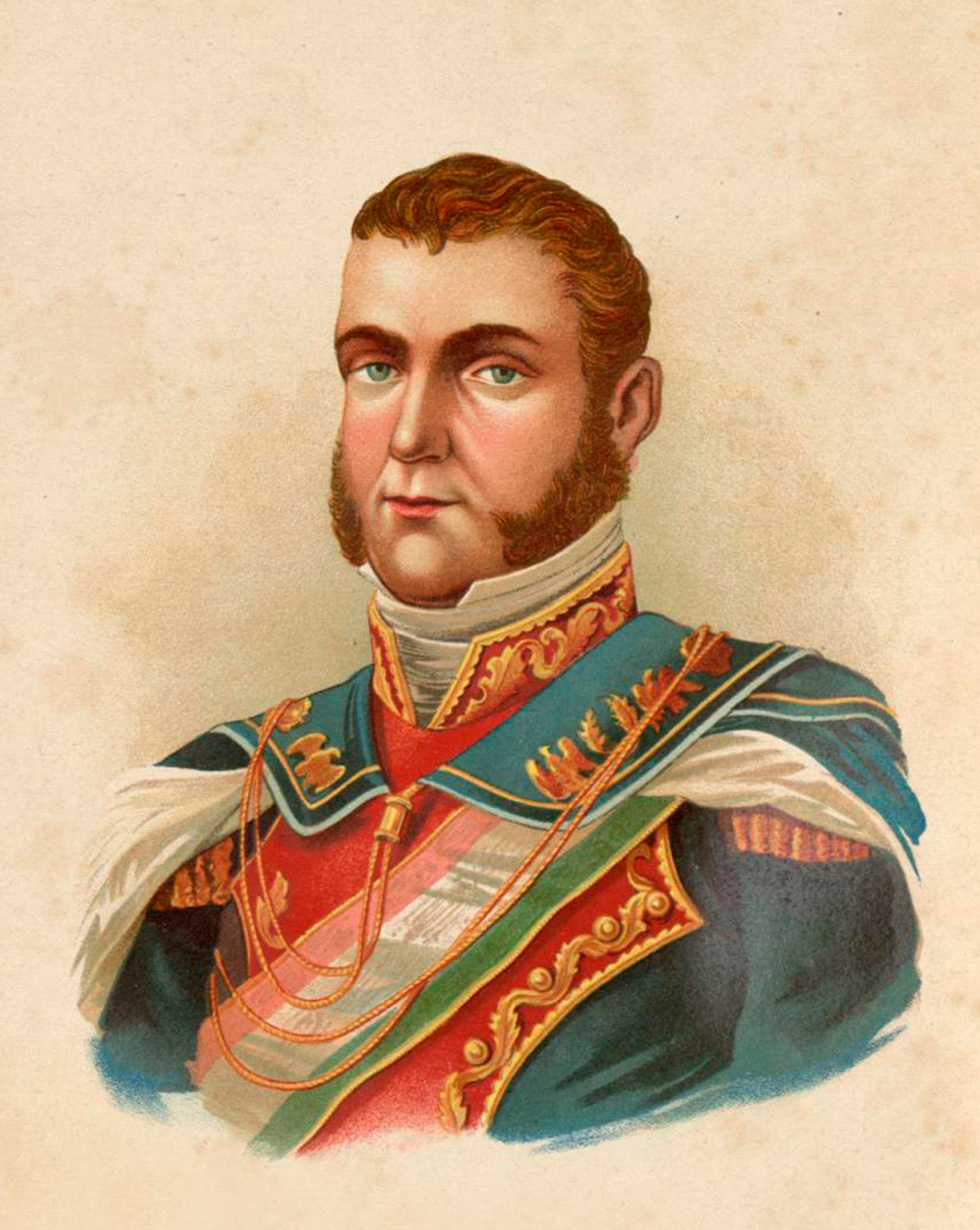
Agustín de Iturbide, 1° Emperador de México

México obtuvo su independencia en 1821, bajo el liderazgo de Agustín de Iturbide, quien buscó revivir la idea de estado libre asociado a través del Plan de Iguala, que estipulaba que México fuera una monarquía independiente, aunque con un monarca de la familia real española. El plan fue ratificado por el virrey español Juan O'Donojú mediante el Tratado de Córdoba y se enviaron comisionados a España para ofrecer el trono mexicano a un príncipe español. Sin embargo, el gobierno español rechazó el asunto por temor a que cualquier concesión a favor de la independencia mexicana hiciera que España perdiera por completo su influencia en México, y bajo la falsa suposición de que todavía había un importante partido pro español en México.
Tras llegar a México la noticia del rechazo hubo manifestaciones masivas a favor de elevar a Iturbide al trono y el Congreso celebró una sesión extraordinaria sobre el asunto. Dentro del Congreso había tanto monárquicos como republicanos, pero la monarquía en ese momento estaba dividida en dos facciones: los que estaban a favor de coronar a Iturbide y los que aún no habían perdido las esperanzas de invitar a un príncipe español al trono. El 18 de mayo de 1822, el congreso eligió a Agustín de Iturbide como primer emperador de México.
Fue por esta época que José Joaquín Fernández de Lizardi escribió un panfleto monárquico, respaldando el establecimiento de una monarquía constitucional bajo Iturbide, reconociendo los debates que se estaban produciendo en ese momento sobre la forma ideal de gobierno para México, pero también argumentando que la forma de gobierno El gobierno importa menos que si un gobierno actúa con justicia o no.  Lizardi también publicó un periódico pro-Iturbide conocido como Pensador Mexicano.
Después de su coronación, Iturbide enajenó a sus seguidores cuando en las luchas entre el Congreso y la Corona se hizo más claro que Iturbide quería dominar totalmente la legislatura, traicionando el ideal de una monarquía constitucional. El Emperador cerró el Congreso y lo reemplazó con un cuerpo más pequeño de diputados leales. El pretexto de Iturbide para cerrar la legislatura había sido que el congreso no había logrado nada en los ocho meses que había estado en sesión, que no se había iniciado el trabajo sobre una constitución a pesar de que ese era el objetivo principal de su convocatoria, y que los asuntos de justicia y finanzas habían sido completamente descuidado. Sin embargo, el propio emperador fue incapaz de poner orden en las finanzas de la nación y los militares empezaron a quejarse de su falta de salario. Los militares se volvieron contra Iturbide, y al no poder derrotar la insurrección, Iturbide volvió a reunir el congreso, y ofreció su abdicación en abril de 1823 siendo exiliado de la nación poco después. Cuando intentó regresar en 1824, Iturbide fue capturado y ejecutado.
En 1828, España intentó reconquistar México, y el periódico conservador El Sol reflexionó sobre la causa borbónica, argumentando en última instancia que era inútil unirse a los españoles cuando la opinión popular contra el gobierno borbónico era abrumadora, por lo que instó a todos sus lectores a unirse patrióticamente contra La intervención española.

## Plan de la Monarquía Indígena
El Plan de la Monarquía Indígena, propuesto en Chicontla (Puebla) el 2 de febrero de 1834 por los sacerdotes Carlos Tepisteco Abad y Epigmenio de la Piedra, buscaba el desarrollo de una Monarquía constitucional gobernada por un integrante de la Casa de Moctezuma que hubiera sido electo en una 12 Nobles mexicanos de la Nobleza indígena (que previamente habrían sido escogidos por una Asamblea constituyente), como una solución a la crisis durante las Guerras civiles de México. El proyecto fue impopular y no llegó a tener relevancia alguna.

## El ensayo de Gutiérrez Estrada
El sistema republicano prevaleció durante las décadas siguientes y la nación sufrió muchos disturbios, incluidos múltiples golpes de Estado, insolvencia financiera y la pérdida de Texas.
En 1840, a raíz de la Revuelta Federalista de 1840 que había provocado doce días de combates devastadores en el centro de la capital y daños sustanciales al Palacio Nacional, José María Gutiérrez de Estrada publicó un panfleto en el que abogaba por una convención constitucional para examinar lo que había salido mal con la nación. También argumentó que se debería dar a la convención el poder de sugerir cualquier forma de gobierno como remedio para México, y argumentó abiertamente que, en su propia opinión, una monarquía encabezada por un príncipe extranjero era la mejor forma de gobierno para México en ese momento.
Criticó duramente la noción de que había una forma ideal de gobierno para todas las naciones y todas las circunstancias y señaló los problemas que los liberales, incluso en Francia, estaban experimentando al intentar establecer una república en los últimos tiempos. También advirtió que el caos que vivía México conducía inevitablemente a una intervención extranjera. Advirtió sobre una futura anexión estadounidense de México y prefirió al menos tener la opción de seleccionar un monarca extranjero que tuviera un interés personal en el éxito de México.
El gobierno mexicano reaccionó al panfleto calificándolo de traición y de incitación a la guerra civil. Se escribieron múltiples refutaciones. El editor fue encarcelado y Gutiérrez Estrada fue exiliado a Europa.  No obstante, la guerra entre México y Estados Unidos confirmó algunas de las predicciones de Estrada, alentándolo en su continua campaña para establecer una monarquía. Uno de los críticos de Estrada en ese momento, el general Juan Almonte cambiaría más tarde su opinión sobre la monarquía y se convertiría en una figura clave en el establecimiento del Segundo Imperio Mexicano.

## El Tiempo

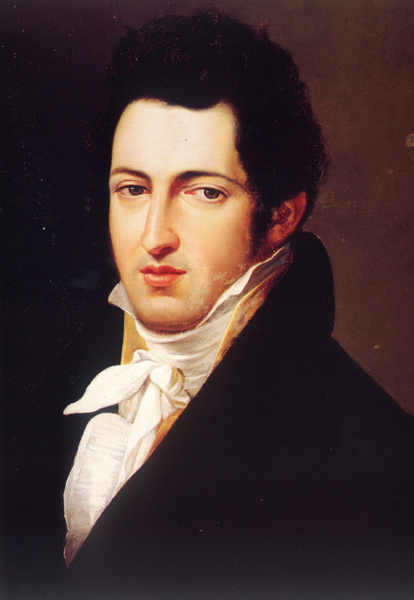
Lucas Alamán

En diciembre de 1845 en un momento de crecientes tensiones con Estados Unidos, Mariano Paredes encabezó un golpe de Estado contra el gobierno de José Joaquín Herrera . Se sabía que Paredes tenía sentimientos monárquicos. Cuando asumió el poder, elogió la antigua administración española de la Nueva España e insinuó que una monarquía sería beneficiosa para la nación. Mientras se elegía un congreso constituyente, los monárquicos en México lanzaron la primera campaña seria para establecer una monarquía en la nación desde los días del Primer Imperio. Se informó que el ministro mexicano en España había recibido instrucciones de sondear en las cortes europeas la idea de una restauración borbónica en México.
En enero de 1846, el político conservador Lucas Alamán comenzó a publicar el periódico El Tiempo, que inicialmente sostenía que México debía estar dispuesto a explorar cualquier forma de gobierno que fuera más adecuada para la nación. Sus principales colaboradores fueron Alamán, Francisco Manuel Sánchez de Tagle, Manuel Díez de Bonilla y José Hilario Elguero y Guisasola.
El periódico culpó a la influencia de Estados Unidos de causar daño al pensamiento político mexicano. Los redactores de la Constitución de México de 1824 copiaron las instituciones de Estados Unidos, bajo el supuesto de que eran esas instituciones las responsables de la riqueza de la nación, pero el periódico argumentó que Estados Unidos tenía una gran riqueza incluso en la época colonial, y que muchas monarquías en Europa también eran prósperas. Atribuyeron la riqueza de Estados Unidos a su comercio con Gran Bretaña y a la continuación de esos vínculos comerciales después de la independencia. También se argumentó que las constituciones carecen del poder para crear sociedades, sino que son más bien codificaciones de costumbres sociales que se han desarrollado con el tiempo y que una constitución debe ajustarse a las costumbres, el carácter y los requisitos de cada nación. Con el tiempo, el periódico dejó de defender simplemente que México encontrara una forma de gobierno más adecuada y apoyó abiertamente la monarquía constitucional, argumentando que la libertad, la democracia y el desarrollo nacional pueden existir bien bajo un Estado así, como lo demostraron las naciones líderes de la época.
El periódico liberal La Reforma inició una disputa de ida y vuelta con El Tiempo, intentando refutar cada uno de sus puntos. No obstante, los editores de La Reforma acogieron con agrado la discusión sobre los méritos de la monarquía, pero advirtieron al personal de El Tiempo que un llamado a la intervención extranjera debería ser procesado como traición.
El 6 de junio de 1846, el presidente Paredes se dirigió al congreso recién elegido. La legislatura estaba dividida políticamente. Ante el estallido de la Guerra México-Estadounidense, la invasión estadounidense que había comenzado el abril anterior, Paredes no persiguió ningún proyecto monárquico y avaló abiertamente el republicanismo. El Tiempo lo condenó y cerró poco después.

## El Universal
Los pensadores políticos mexicanos se encontraban en un estado de exasperación tras la humillación internacional y el desmembramiento de la nación por parte de Estados Unidos en la guerra entre México y Estados Unidos . El desastre de la guerra contribuyó a un resurgimiento del monarquismo, hasta el punto de que en una carta entre los pensadores liberales José María Luis Mora y Mariano Otero, Otero opinó que el partido monárquico podría haber triunfado en México si la monarquía no hubiera sido acabada. Derrocado en Francia en la Revolución de 1848, influyendo así en la moda política a favor del republicanismo.
A raíz de la guerra entre México y Estados Unidos, la causa de El Tiempo fue retomada por el periódico El Universal, una vez más bajo la influencia de Lucas Alamán. Comenzó su publicación en la Ciudad de México en noviembre de 1848. Contó con muchos de los mismos colaboradores que habían escrito para El Tiempo, pero también agregó a Rafael de Rafael, Ignacio Aguilar y Marocho, José Dolores Ulibarri y el padre Manuel de San Juan Crisóstomo Nájera . Al igual que El Tiempo, adoptó la táctica de dar a entender que la monarquía era la mejor forma de gobierno para México en lugar de afirmarlo abiertamente. Sus artículos tendían a criticar la organización federal de la República Mexicana, tal como lo establece la Constitución de 1824.
Un panfleto político que examinaba las diversas facciones mexicanas en 1851 reconocía a los monárquicos, sus vínculos con el Partido Conservador y el liderazgo de Lucas Alamán, pero también descartaba su éxito como imposible debido al cercano ejemplo de una república exitosa proporcionado por los Estados Unidos.

## El último intento de Alamán
En 1853, un golpe de Estado derrocó al presidente Mariano Arista, y Lucas Alamán invitó a Santa Anna a asumir la presidencia de la nación, con la intención de que ocupara el poder sólo hasta que se pudiera encontrar un monarca extranjero. Alamán fue nombrado secretario de Relaciones Exteriores, y reveló su proyecto monárquico al ministro francés André Levasseur. El gobierno estableció contacto con José María Gutiérrez Estrada y le otorgó credenciales diplomáticas oficiales, instruyéndole a comenzar a buscar un candidato real entre las cortes de Gran Bretaña, Francia, Austria-Hungría y Madrid. Por sugerencia de Estrada, a otro monárquico, José María Hidalgo, se le concedió un puesto diplomático en España para buscar un candidato español al trono.
Lucas Alamán murió el 2 de junio de 1853 y, en 1855, un golpe liberal derrocó a Santa Anna, y Estrada e Hidalgo perdieron el reconocimiento oficial del gobierno y pusieron fin al esfuerzo oficial de buscar una monarquía para México. A raíz de las controversias que surgieron en la posterior administración liberal de Juan Álvarez, Antonio de Haro y Tamariz conspiró para restaurar la Casa de Iturbide al trono mexicano, y si había una negativa del pretendiente, Haro planeaba asumir el trono. trono mismo.

## La intervención francesa

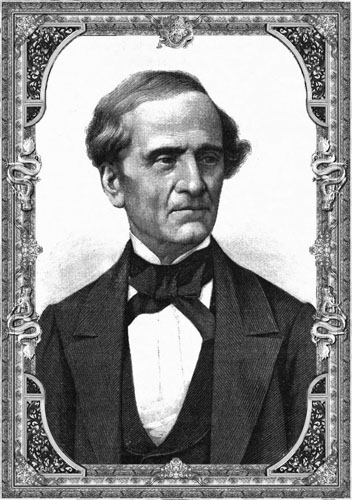
José María Gutiérrez de Estrada

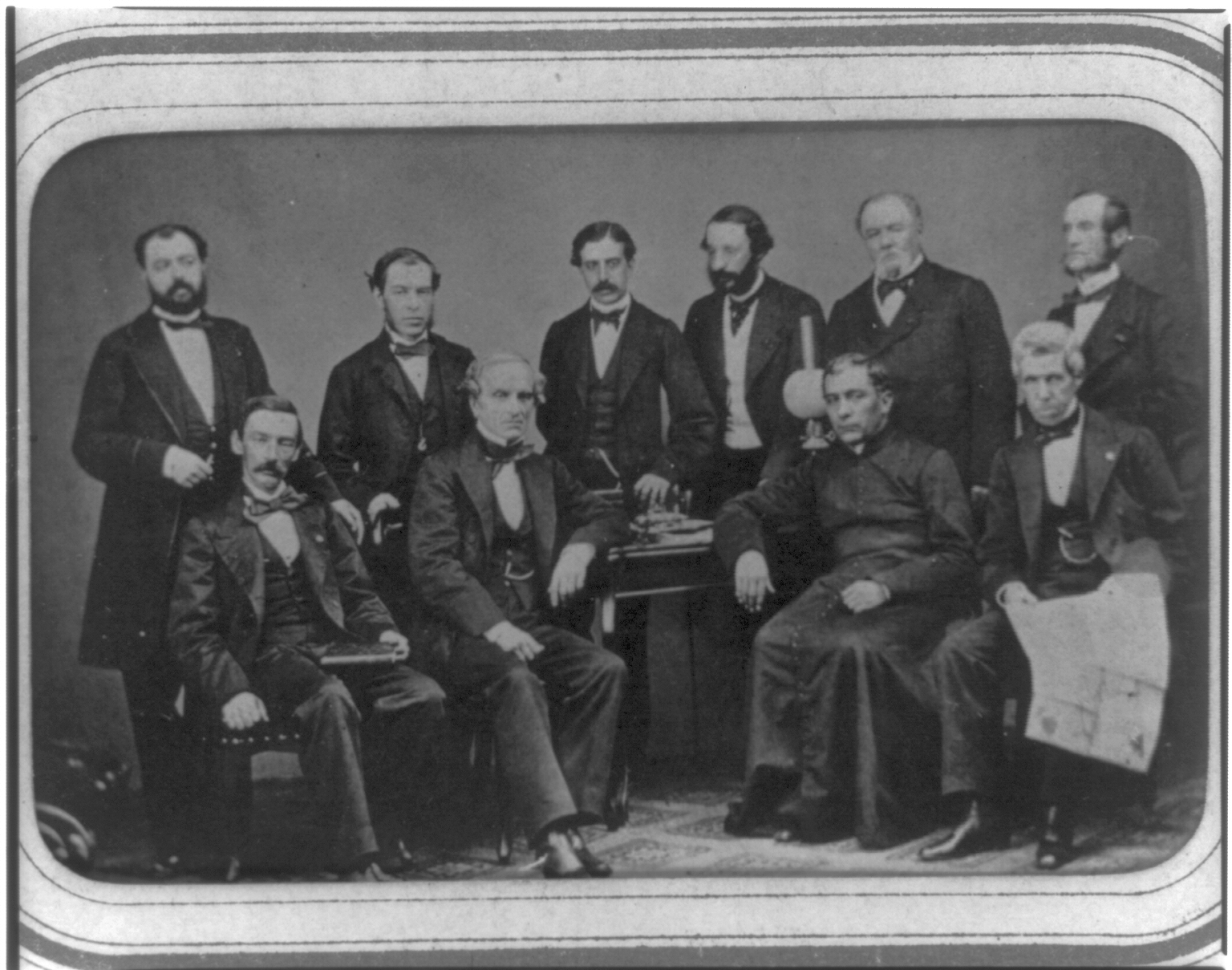
Delegación monárquica mexicana: Fila de atrás: José Hidalgo, Antonio Escandón, Ángel Domínguez, Antonio Peredo, Adrián Woll, José María de Landa. Primera fila: Ignacio Marocho, José María Gutiérrez de Estrada, Francisco Morfi, Joaquín de León.

Estrada e Hidalgo continuaron su campaña por el establecimiento de una monarquía mexicana a pesar de no contar ya con ninguna acreditación gubernamental. Gutiérrez se reunió con Napoleón III en junio de 1857. Hidalgo recuperó un puesto diplomático oficial ante el gobierno mexicano, pero sin autoridad ni instrucciones para llevar a cabo ningún proyecto monárquico. La conexión más importante que Hidalgo hizo fue con Eugénie de Montijo, una noble española que en ese momento era esposa de Napoleón III. En una reunión celebrada en Biarritz en agosto de 1857 sobre asuntos mexicano-españoles, la emperatriz francesa expresó su opinión de que el establecimiento de una monarquía podría beneficiar a México. Hidalgo explicó que tal proyecto se había intentado en 1846 y en 1854. Montijo se entusiasmó con la idea de una monarquía mexicana y comenzó a cabildear a favor de este asunto con su marido.
El marqués de Radepont, mientras vivía en México administrando haciendas, quedó intrigado por la idea de una monarquía mexicana después de escuchar la idea apoyada por mexicanos prominentes. Escribió un ensayo dirigido al gobierno francés explicando cómo esto podría lograrse con el apoyo de Francia. También argumentó que tal Imperio mexicano podría servir como una barrera a la expansión estadounidense, comparándolo con la situación europea en la que el Imperio Otomano era visto como una barrera importante a la expansión rusa.
El entonces presidente de la Corte Suprema de México , Luis de la Rosa, expresó su apoyo a una monarquía al ministro francés en México, Jean Gabriac, pero murió en 1856, poniendo fin a cualquier papel potencial en las intrigas monárquicas en curso.
Gutiérrez Estrada e Hidalgo continuaron presionando a Napoleón III en nombre de una monarquía potencial, pero Napoleón respondió en 1857 que no tenía pretexto para intervenir y que no deseaba enemistarse con Estados Unidos.
En diciembre de 1859, el gobierno liberal de México firmó el Tratado McLane-Ocampo, que si fuera ratificado por el Senado de los Estados Unidos, Estados Unidos obtendría importantes concesiones en México. Estos incluían el derecho perpetuo de tránsito a través de rutas clave de la nación y el derecho a proteger dichas rutas con fuerza militar. Los periódicos de Europa y Estados Unidos expresaron asombro por la magnitud de las concesiones que se habían hecho y opinaron que el tratado convertiría a México en un protectorado de Estados Unidos. El tratado causó gran preocupación en los tribunales europeos y fue utilizado por los exiliados monárquicos mexicanos para enfatizar la importancia de la intervención europea en México para defenderse de la invasión estadounidense. Nunca se materializó ninguna intervención en respuesta al tratado y el tratado fue rechazado por el Senado de los Estados Unidos el 30 de mayo de 1860, debido a las tensiones que estaban llevando al estallido de la guerra civil estadounidense (1861-1865).
En julio de 1861, en respuesta a una crisis financiera, el gobierno mexicano suspendió el pago de su deuda externa. Francia, España y Gran Bretaña acordaron intervenir militarmente, pero sólo para resolver la cuestión de las deudas de México. Como Estados Unidos estaba envuelto en su guerra civil y era incapaz de hacer valer la Doctrina Monroe, Napoleón III tenía un pretexto y vía libre para llevar a cabo los planes que le habían trazado Estrada, Hidalgo y Radepont. La expedición europea desembarcó en México en diciembre de 1861. España y Gran Bretaña se retiraron una vez que se conocieron los motivos ocultos de Francia. La invasión francesa a México comenzó en abril de 1862.
La prensa conservadora mexicana inició una campaña para promover los ideales monárquicos. Se argumentó que México no perdería su independencia, ya que a su entender los franceses sólo pretendían un cambio de régimen, cambiar una presidencia de la república por un trono mexicano. La prensa también argumentó que una alianza con Francia ayudaría a México a resistir mejor la invasión de Estados Unidos, que había ganado un vasto territorio mexicano en la Guerra México-Estadounidense (1846-1848). Las teorías jurídicas internacionales de Vattel y Félice se utilizaron para defender la legalidad y justificación de la intervención francesa.

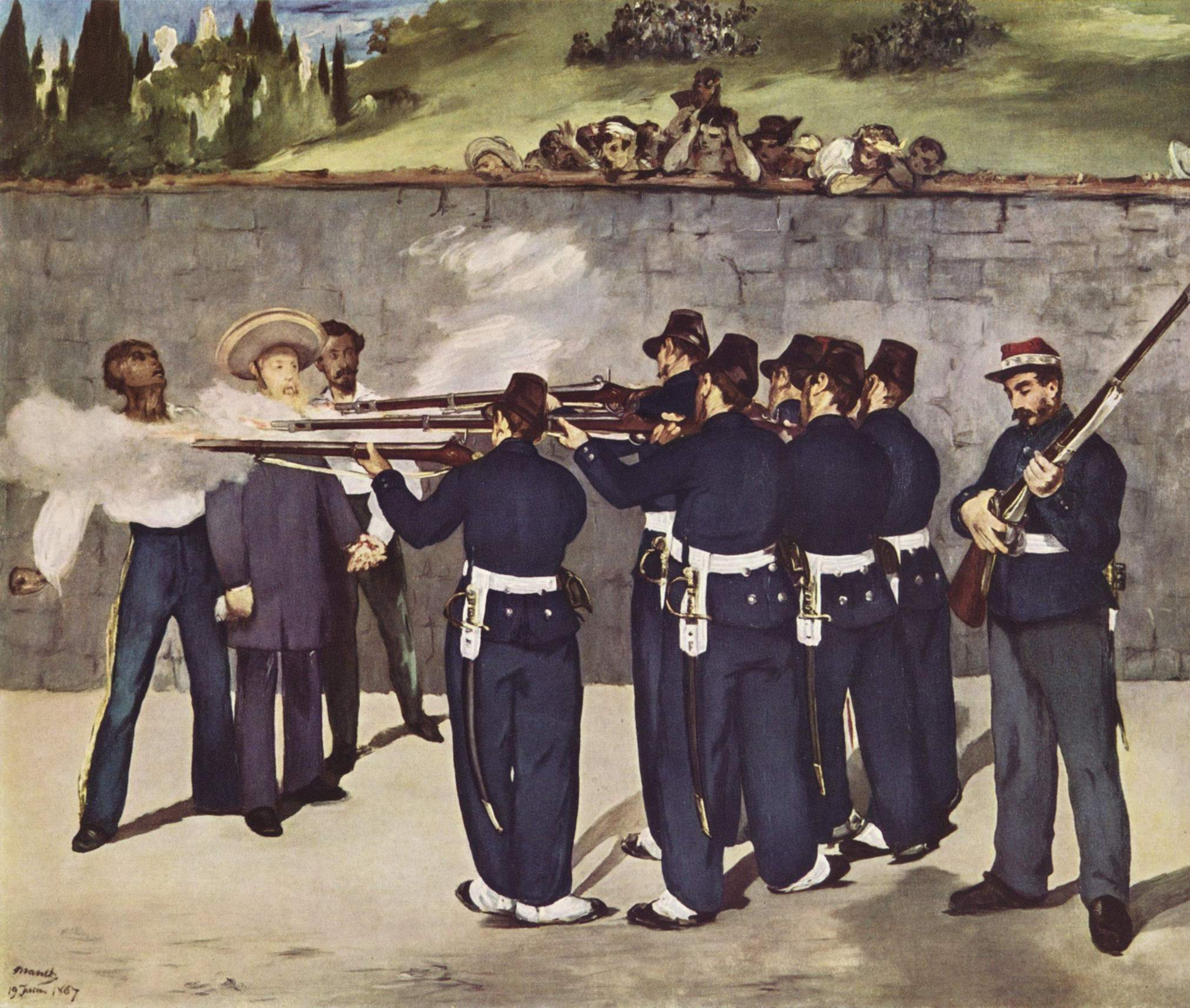
Ejecución del emperador Maximiliano por Édouard Manet

Después de la toma de la capital, se estableció un nuevo gobierno, amigo de la causa francesa, que resolvió invitar a Maximiliano de Habsburgo a ser Emperador de México. Maximiliano aceptó la corona en abril de 1864. Si bien Maximiliano fue un reformador bien intencionado que no dejó de ganarse partidarios mexicanos, su gobierno, al haber sido establecido con armas extranjeras, carecía de legitimidad y estuvo involucrado durante toda su existencia en una guerra contra los partidarios de la derrocada república mexicana. Estados Unidos tampoco reconoció nunca al Imperio y, tras el final de la Guerra Civil, ejerció presión diplomática sobre Francia para que abandonara el continente. Los franceses accedieron y comenzaron a salir en 1866. El Imperio sobrevivió unos meses más mientras Maximiliano y sus partidarios mexicanos emprendieron una última resistencia contra los republicanos. Sin embargo, fueron derrotados y Maximiliano, junto con sus dos principales generales mexicanos, fueron juzgados y ejecutados en junio de 1867, poniendo fin a los esfuerzos mexicanos por establecer un gobierno monárquico.

## Monarquismo contemporáneo
Hoy en día, algunos grupos políticos antirrepublicanos y antiliberales abogan por el retorno de la monarquía mexicana y la legitimidad del Segundo Imperio Mexicano, como el ultraderechista Frente Nacionalista de México, establecido en 2006. Según se informa, se reúnen todos los años en Querétaro para conmemorar la ejecución del emperador Maximiliano y sus generales.

## Otras lecturas
- O'Gorman, Edmundo. La supervivencia política novohispana. Reflexiones sobre el monarquismo mexicano . México: CEH-Condumec, 1969.
- Pani, Erika. Para mexicanizar el Segundo Imperio. El imaginario de los imperialistas . México: El Colegio de México, Instituto Dr. José María Luis Mora 2001.
- Pani, Erika. "Republicanos y monárquicos, 1848-1867" en Un compañero de la historia y la cultura mexicanas, editado por William H. Beezley. Wiley-Blackwell 2011.
- Pani, Erika: "Soñar con un Imperio mexicano: Los proyectos políticos de los 'imperialistas'", en: Reseña Histórica Hispanoamericana, núm. 65:1, págs. 19–49.
- Sanders, Frank Joseph (1967): Proposals for Monarchy in Mexico, Universidad de Arizona.
- Van Young, Eric . Pasaje Tormentoso: México de Colonia a República, 1750-1850 . Rowman y Littlefield 2022.

- Datos: Q104878075